# Böðvar Böðvarsson
Böðvar Böðvarsson (Hafnarfjörður, 1995. április 9. –) izlandi válogatott labdarúgó, aki jelenleg a svéd Helsingborgs IF játékosa.

## Sikerei, díjai
- FH Hafnarfjarðar
  - Izlandi ligakupa: 2013
  - Izlandi bajnok: 2015, 2016